# 一宮市立黒田小学校
一宮市立黒田小学校（いちのみやしりつ くろだしょうがっこう）は、愛知県一宮市木曽川町黒田にある公立小学校。

## 概要
- 旧・葉栗郡木曽川町の小学校である。校区はJR木曽川駅、名鉄新木曽川駅、黒田駅周辺の市街地が該当する。
- 校舎があるのは、戦国時代の山内一豊の居城であった黒田城の跡地である。
- お笑い芸人パーパー、あいなぷぅの出身校である。

## 沿革
- 1873年（明治6年） - 葉栗郡黒田村、内割田村、曽根村が共同で玄圃学校を創立する。黒田村の法蓮寺を仮校舎とする。
- 1876年（明治9年） - 玄圃学校は黒田学校に改称する。門間村に門間学校が創立される。
- 1878年（明治11年） - 黒田学校の校舎を新築、移転する。
- 1884年（明治17年） - 黒田学校と門間学校が統合され、黒田学校となる。本校は黒田学校、旧門間学校は門間分教場となる。
- 1887年（明治20年） - 尋常小学黒田学校に改称する。
- 1889年（明治22年） - 曽根村、黒田村、門間村、内割田村、外割田村、三ッ法寺村が合併し黒田村となる。
- 1892年（明治25年） - 黒田尋常小学校に改称する。門間分教場を廃止する。
- 1893年（明治26年） - 現在地に移転する。
- 1894年（明治27年） - 黒田村が町制施行。黒田町になる。
- 1906年（明治39年） - 里小牧村、玉ノ井村が黒田町に編入される。黒田町の一部（旧曽根村）が北方村に編入される。これにより旧曽根村の生徒は、北方尋常小学校（現一宮市立北方小学校）への通学となる。
- 1909年（明治42年） - 高等科を設置し、黒田尋常高等小学校に改称する。
- 1910年（明治43年） - 黒田町が木曽川町に改称する。
- 1941年（昭和16年） - 木曽川町立黒田国民学校に改称する。
- 1947年（昭和22年） - 木曽川町立黒田小学校に改称する。
- 1957年～1971年（昭和32～46年） - 現在の校舎が新築される。
- 1976年（昭和51年） - 木曽川町立木曽川東小学校（現一宮市立木曽川東小学校）を分離する。
- 2005年（平成17年） - 木曽川町、尾西市は一宮市に編入される。これにより一宮市立黒田小学校に改称する。

## 通学区域
- 木曽川町黒田一ノ通り、木曽川町黒田二ノ通り、木曽川町黒田三ノ通り、木曽川町黒田字井桁畔の一部、木曽川町黒田字杁ノ戸、木曽川町黒田字往還西北ノ切、木曽川町黒田字往還西南ノ切、木曽川町黒田字往還東、木曽川町黒田字往還東東ノ切、木曽川町黒田字往還南、木曽川町黒田字奥屋敷の一部、木曽川町黒田字上仲沖、木曽川町黒田字川北、木曽川町黒田字勘治西、木曽川町黒田字勘宗山の一部、木曽川町黒田字北宿一の切の一部、木曽川町黒田字北宿二の切、木曽川町黒田字北宿三の切、木曽川町黒田字北宿四の切、木曽川町黒田字北宿五の切、木曽川町黒田字北新開、木曽川町黒田字北沼、木曽川町黒田字北野黒、木曽川町黒田字北八ツケ池、木曽川町黒田字蔵ノ浦、木曽川町黒田字桑木塚、木曽川町黒田字古城、木曽川町黒田字篭守西の一部、木曽川町黒田字三反物、木曽川町黒田字地蔵西、木曽川町黒田字下市場南、木曽川町黒田字城西、木曽川町黒田字城東の一部、木曽川町黒田字高田、木曽川町黒田字寺西、木曽川町黒田字寺東、木曽川町黒田字酉新田中ノ切、木曽川町黒田字酉新田西ノ切、木曽川町黒田字酉新田東ノ切、木曽川町黒田字中出口、木曽川町黒田字中沼北ノ切、木曽川町黒田字中野黒の一部、木曽川町黒田字中針口北ノ切、木曽川町黒田字中針口南ノ切、木曽川町黒田字錦里、木曽川町黒田字西出口、木曽川町黒田字西沼、木曽川町黒田字西沼南ノ切、木曽川町黒田字西針口北ノ切、木曽川町黒田字西針口南ノ切、木曽川町黒田字沼北ノ切、木曽川町黒田字野畔の一部、木曽川町黒田字東出口、木曽川町黒田字東針口、木曽川町黒田字宝光寺、木曽川町黒田字宝光寺東、木曽川町黒田字松山東、木曽川町黒田字松山東北ノ切、木曽川町黒田字松山東南ノ切、木曽川町黒田字三ツ股の一部、木曽川町黒田字南青木、木曽川町黒田字南新開、木曽川町黒田字南八ツケ池、木曽川町黒田字妙見前、木曽川町黒田字妙見廻の一部、木曽川町黒田字柳原北、木曽川町黒田字割田浦、木曽川町里小牧字西青木の一部、木曽川町里小牧字東蛭田、木曽川町里小牧字蛭田の一部、木曽川町里小牧字南蛭田の一部、木曽川町外割田一の通り、木曽川町外割田二の通りの一部、木曽川町外割田三の通り、木曽川町外割田四の通りの一部、木曽川町外割田字川原畑、木曽川町外割田字赤田、木曽川町外割田字上割、木曽川町外割田字城跡、木曽川町外割田字新規橋東、木曽川町外割田字摺鉢、木曽川町外割田字千代の一部、木曽川町外割田字高堀田、木曽川町外割田字寺前の一部、木曽川町外割田字墓土西、木曽川町外割田字蓮池の一部、木曽川町外割田字東郷中の一部、木曽川町外割田字東郷前、木曽川町外割田字東千代の一部、木曽川町外割田字南青木の一部、木曽川町外割田字宮廻、木曽川町外割田字山川田、木曽川町外割田字六町[1]。

## 進学先中学校
- 一宮市立木曽川中学校

## 交通機関
- 名鉄名古屋本線新木曽川駅より徒歩5分
- JR東海道本線木曽川駅より徒歩8分